# Ernest Leonard Johnson
Ernest Leonard Johnson, född 21 december 1891 i Bloemfontein, död 1977, var en sydafrikansk astronom.
Han var verksam vid observatoriet i Johannesburg
Minor Planet Center listar honom som E. L. Johnson och som upptäckare av 18 asteroider mellan 1946 och 1951.
Han upptäckte även ett antal kometer, bland andra 48P/Johnson.

## Kometer upptäckta av Ernest L. Johnson
| C/1935 A1   | 8 januari 1935   |
| C/1948 R1   | 1 september 1948 |
| 48P/Johnson | 25 augusti 1949  |
| C/1949 K1   | 20 maj 1949      |

## Asteroider upptäckta av Ernest L. Johnson
| 1568 Aisleen | 21 augusti 1946  |
| 1580 Betulia | 22 maj 1950      |
| 1585 Union   | 7 september 1947 |
| 1607 Mavis   | 3 september 1950 |
| 1609 Brenda  | 10 juli 1951     |
| 1618 Dawn    | 5 juli 1948      |
| 1623 Vivian  | 9 augusti 1948   |
| 1731 Smuts   | 9 augusti 1948   |
| 1760 Sandra  | 10 april 1950    |

| 1819 Laputa   | 9 augusti 1948  |
| 1885 Herero   | 9 augusti 1948  |
| 1922 Zulu     | 25 april 1949   |
| 2546 Libitina | 23 mars 1950    |
| 2651 Karen    | 28 augusti 1949 |
| 2718 Handley  | 30 juli 1951    |
| 2829 Bobhope  | 9 augusti 1948  |
| 3184 Raab     | 22 augusti 1949 |
| 5038 Overbeek | 31 maj 1948     |